# Need for Speed: Most Wanted (videojuego de 2005)
Need for Speed: Most Wanted es un videojuego de carreras desarrollado por EA Black Box y lanzado primero por Electronic Arts el 16 de noviembre de 2005 en los Estados Unidos. Es parte de la serie de videojuegos Need for Speed. El juego reintroduce persecuciones policíacas hacia un juego orientado a las carreras ilegales, con ciertas opciones de personalización. El juego sigue una línea de historia muy distinta que no guarda relación directa con los acontecimientos de Need for Speed: Underground y Need for Speed: Underground 2 y en 2006 sería lanzado una secuela del juego titulado: Need for Speed: Carbon, el cual sirve como la segunda parte de Most Wanted.
Most Wanted trajo muchas mejoras y adiciones notables sobre otras entradas de la serie, y su principal punto culminante son las actividades policiales más profundas. Ciertas ediciones del juego también se empaquetaron con la capacidad de juegos multijugador en línea. 
Tras su lanzamiento, el juego recibió elogios de la crítica y se convirtió en un éxito comercial, vendiendo más de 18 millones de copias en todo el mundo contando todas sus versiones, convirtiéndose en el juego más vendido de la saga. Su éxito dio lugar a una edición de coleccionista, conocida como Black Edition, que ofrecía contenido adicional. Una versión de PS2 Classics estuvo disponible para PlayStation 3 a través de PlayStation Store en mayo de 2012, hasta que se discontinuó al año siguiente. El juego fue sucedido por Need for Speed: Carbon en 2006, que continúa la historia de Most Wanted. Un reinicio con el mismo nombre, desarrollado por Criterion Games, se lanzó en octubre de 2012.

## Argumento

### Ambientación
Most Wanted tiene lugar en la ciudad ficticia de Rockport, que consta de tres distritos principales: Rosewood, Camden Beach y Downtown Rockport. La ciudad se compone de áreas con complejos industriales sucios, suburbios prósperos, alrededores montañosos y boscosos, un campus universitario y un centro de la ciudad, con una mezcla de redes de carreteras que van desde carreteras costeras hasta carreteras principales. El entorno está fuertemente influenciado por ciudades de todo el "Rust Belt" y el Pacific Northwest de los Estados Unidos, con algunas semejanzas con Pittsburgh, Pensilvania, Seattle, Washington y Portland, Oregón. Gran parte de los eventos y la historia del juego tienen lugar en un período de tiempo fijo entre el amanecer y el atardecer, en comparación con las carreras del título anterior que tenían lugar de noche.

### Historia
En la ciudad de Rockport, el Departamento de Policía de Rockport (RPD) trabaja para poner fin a la escena de carreras callejeras ilegales en la ciudad. Un grupo de trabajo de agentes de tránsito dirigido por el sargento Jonathan Cross (Dean McKenzie) trabaja para acabar con los corredores callejeros, entre los que se incluye un grupo conocido como la "Blacklist" quince corredores callejeros que han ganado notoriedad por su habilidad de carrera y su frecuente y peligrosa conducción que infringe la ley y recompensa de captura.
El jugador, un corredor callejero que llega a Rockport para desafiar la Blacklist con un BMW M3 GTR E46 pintado de azul y plateado personalizado, se encuentra con su compañera corredora callejera Mia Townsend (Josie Maran) mientras conduce por el sur. puente hacia Camden Beach, y corre con ella hasta Rockport, donde Cross y su compañera lo detienen y evita por poco el arresto después de que Cross es llamado a una persecución en curso. Mia se va inexplicablemente antes de que Cross bloquee al jugador.
Luego encuentra al azar y corre contra Ronald "Ronnie" McCrea, quien conduce un Toyota Supra A80 amarillo, y después de derrotarlo, atrae la atención de Clarence "Razor" Callahan (Derek Hamilton), el conductor peor clasificado de la Blacklist. Recibe ayuda de Mia para organizar una carrera, y Toru "Bull" Sato, un secuaz de Razor junto a Ronnie, corre con él en lugar de Razor. El jugador gana, a pesar de que la policía interfiere en la carrera.
Luego, el jugador se enfrenta a Rog (André Sogliuzzo) en una carrera en un circuito amistoso. Impresionado, decide estar al lado del jugador, advirtiéndole que "cuide sus espaldas con estos tipos". Razor se encuentra con el jugador en una intersección, burlándose del jugador por superar sus desafíos y advierte que todas las carreras de la Lista Negra son eventos de "tarjeta rosa", lo que significa que una derrota también significa la pérdida del coche del perdedor.
Desafiando a Razor en una carrera unos días después, Mia descubre que el BMW del jugador ha dejado una enorme mancha de aceite en la línea de salida cuando comenzó la carrera y llama al jugador para advertirle que termine la carrera rápidamente. Sin embargo, el M3 se avería debido a una falla del motor y el jugador pierde la carrera, lo que lo obliga a ceder su coche a Razor. Cross pronto llega con el RPD y arresta al jugador por carreras callejeras después de que Razor y los otros corredores callejeros escapan, pero se ve obligado a liberarlos debido a la falta de pruebas ya que el jugador ya no tenía un coche para conducir.
Una vez libre, Mia recoge al jugador de la estación de policía y le revela que Razor había saboteado su auto para apoderarse de él y usarlo para subir de rango dentro de la Blacklist, y le aconseja que haga lo mismo para poder vengarse. Ella le proporciona al jugador una casa segura y lo ayuda a conseguir un coche nuevo, y el jugador comienza a trabajar para competir contra la Blacklist en una serie de carreras callejeras y desafíos que involucran persecuciones policiales. Aunque Mia ayuda al jugador, también le hace "apuestas paralelas" y le dice que mire para otro lado a cambio de ayuda.
Con el tiempo, el jugador asciende en las filas y gana suficiente reputación para atraer pronto la atención de Razor una vez que se convierte en el corredor número 13 en la Blacklist. A partir de ahí, llama aleatoriamente al jugador durante todo el juego, y más adelante en el juego se enfurece y acusa al jugador de ser policía o de salir con un policía debido al creciente escrutinio policial en las carreras en todo Rockport.
Al final del juego, los rivales compiten nuevamente en otra carta rosa de 5 carreras, y el jugador finalmente derrota a Razor. Mia le arrebata las llaves del BMW M3 GTR E46 a Razor, pero justo cuando Razor intenta recuperarlas, ella lo somete y lo arroja al suelo. Toru "Bull" Sato y otros intentan atacar a Mia, solo para que ella se revele como una oficial de policía encubierto del RPD, que había estado trabajando para acabar con la Blacklist desde adentro para Cross, mostrando una placa y su arma reglamentaria.
Cross pronto llega con refuerzos para arrestar a la Blacklist antes de que puedan huir. Antes de que Razor y los demás puedan ser arrestados, Mia le arroja las llaves al jugador, dando una ventana de oportunidad de escapar en su BMW M3 GTR E46 de la escena. Posteriormente, Cross exige que todo el RPD persiga al jugador, que ahora es el corredor callejero más buscado del país. Cuando el RPD comienza una caza humana en toda la ciudad para el jugador, Mia contacta al protagonista con voz de arrepentimiento y le informa que no puede volver a los refugios para la evasión, debido a que Cross y la RPD los conocen todos, por lo que le sugiere que use una ruta de escape que esta a las afueras de la ciudad y salte por un puente viejo a media construcción en los límites de la ciudad, donde le menciona además que el BMW M3 GTR E46 tiene la suficientemente velocidad para dar el salto y escapar. El jugador evade con éxito a la policía saltando el puente y escapa de Rockport, dejando a Cross y los oficiales de policía atrás. En una escena poscréditos, Cross crea una orden judicial a nivel nacional para el jugador y su BMW M3 GTR E46, agregándolo a la Lista Nacional de los Más Buscados. Este evento conduce a la secuela, Need for Speed: Carbon.

## Requisitos
|                            | Mínimos                                   |     |
| CPU                        | Intel Pentium IV o equivalente de 1.4 Ghz |     |
| RAM                        | 256MB                                     |     |
| SO                         | Windows 2000/Xp                           |     |
| Tarjeta gráfica            | Compatible con DirectX 9.0c               |     |
| Disco Duro (Espacio libre) | 3GB                                       | 3GB |

## Modo de juego
El ambiente es similar al de Need for Speed: Underground 2 y al de Need for Speed: Carbon, su secuela, solo que no se podrá correr de noche. Siendo el único tiempo el amanecer, el mediodía y la puesta de sol. Sin embargo, con modificaciones en la iluminación y en el skybox (imagen del cielo), se le puede dar un aspecto nocturno. Los modos de carrera disponibles son:
- Circuito: una carrera por medio de una ruta en dos o tres vueltas. Gana el primero en llegar a la meta.
- Sprint: una carrera de un punto A a un punto B. Gana el primero en llegar a la meta.
- Radar de velocidad: una carrera donde el objetivo es alcanzar la mayor velocidad acumulada por medio de unos radares de velocidad.
- Aceleración: una carrera corta en la que se deben hacer los cambios manuales precisos para alcanzar mayor velocidad y que el motor no reviente. También hay que evitar los obstáculos del tráfico.
- Punto de control: una ruta de un punto A a un punto B en la que el corredor debe cruzar las cabinas de peaje del trayecto en un tiempo limitado.
- Vuelta Knockout: un circuito de tres vueltas donde al final de cada una queda eliminado el último corredor, por lo que el objetivo es acabar primero a toda costa.

Algunas carreras pueden tener vigilancia policíaca por lo que puede iniciarse una persecución en la misma, además de observar el nivel de tráfico y además de eso los niveles de la "pasma" (policía) que pueden ser desde 5 hasta 30 policías por refuerzo de las autoridades, dependiendo del nivel de persecución del auto y del avance del jugador en su partida. Para parar a la policía, es posible destruir las patrullas mediante choques, derribos o utilizando los rompepersecuciones del entorno (ejemplo: torres, obras en construcción, monumentos, etc.) que caerán sobre las patrullas dejándolas inutilizables. El juego cuenta con un ralentizador de tiempo para esquivar obstáculos o derribar autos con mayor precisión.
Aparte de ganar dinero y respeto con los eventos completados, el jugador deberá aumentar su notoriedad, reputación y subir el nivel de atención que tiene la policía hacia los vehículos. Esto se logra con algunos retos que impone cada rival para alcanzar el nivel de atención y la posición en la Blacklist. Entre ellos se encuentran los hitos de coste para el estado, destrucción de patrulleros, evasión de obstáculos, tiempo de persecución y radares de velocidad.
El juego tiene, como en su versión anterior, el modo Carrera, donde se compite para ganar en la Blacklist. Transcurre de día, y aparecen policías que en caso de cometer alguna infracción comenzarán a perseguir al jugador.
El "Tuneado" es más básico que en las versiones de Underground, se puede tunear el aspecto, el rendimiento y las partes del auto, además de poder desbloquear algunas partes extras si se completa el desafío 69 de la Black Edition.
Los vehículos pueden ser embargados si el auto tiene muchos arrestos, además se puede ganar y perder dinero, la policía tiene 7 niveles de búsqueda (llamados "Niveles de Presión"), adicionalmente en la última persecución y en el desafío 68 con un Lamborghini Gallardo verde, hay un nivel 6 que incluye vehículos todo terreno de persecución pesados (llamados Rhinos o SUV) y vehículos Chevrolet Corvette C6 de incógnito, cada uno más complejo y difícil que el anterior. En el último desafío (69) tendrás que conducir un Chevrolet Camaro SS naranja de 1967 y la persecución esta en el nivel 7 (Máximo nivel de presión) que incluye solo todoterrenos más pesados equipados con Nitrógeno y con un Supercargador ultrapotente, lo que hace que sea un verdadero reto para el jugador.
En el juego los vehículos no se dañan excepto los autos de la policía, salvo por problemas mínimos de aspecto, ni siquiera llegando a afectar la aerodinámica vehicular, como cristales trizados o pintura rayada (En las persecuciones de Nivel 4 la policía usa bandas de clavos que dañan los neumáticos y casi no se puede conducir, siendo la única opción embestir los autos de policía que se encuentran a un lado). Hay una opción en el juego que se puede activar para que los autos no sufran daños, aun así aunque el jugador choque (por ejemplo, contra una pared), el auto no sufre ningún daño, tampoco sufrirá daños al golpear a los autos patrulla.

## Lista de automóviles
La cantidad de vehículos en el juego es muy variada, empezando por autos de turismo hasta superdeportivos. Esta lista es por orden alfabético:
- Aston Martin DB9 (2004)
- Audi A3 3.2 Quattro 8P (2003)
- Audi A4 3.2 FSI Quattro B7 8E (2004)
- Audi TT 3.2 Quattro 8N (2003)
- BMW M3 GTR Strassenversion* (2001)
- BMW M3 GTR-E46 (2001)
- Cadillac CTS (2003)
- Chevrolet Camaro SS 396* (1966)
- Chevrolet Cobalt SS (2004)
- Chevrolet Corvette C6 (2005)
- Chevrolet Corvette C6.R (2005)
- Dodge Viper SRT10 ZB-I (2002)
- Fiat Grande Punto 1.4 16V Emotion (2006)
- Ford GT 5.4 i V8 32V (2004)
- Ford Mustang GT S197 (2005)
- Lamborghini Gallardo 5.0 V10 (2003)
- Lamborghini Murciélago VT 6.2 (2001)
- Lexus IS 300 JCE10 (1999)
- Lotus Elise 111R S2 (2004)
- Mazda RX-7 FD3S (1992)
- Mazda RX-8 SE3P I (2003)
- Mercedes-Benz CLK500 C209 (2002)
- Mercedes-Benz SL500 R230 (2001)
- Mercedes-Benz SL65 AMG R230 (2003)
- Mercedes-Benz SLR McLaren C199 (2003)
- Mitsubishi Eclipse GT 4G DK2A (2006)
- Mitsubishi Lancer Evolution VIII CT9A (2003)
- Pontiac GTO (2005)
- Porsche 911 Carrera S (997) (2004)
- Porsche 911 GT2 (996) (2001)
- Porsche 911 Turbo S (996) (2004)
- Porsche Cayman S 987.1 (2005)
- Porsche Carrera GT 980 (2003)
- Renault Clio V6 II Phase III (2003)
- Subaru Impreza WRX STi GDB-D (2003)
- Toyota Supra Turbo S2 A80 (1998)
- Vauxhall Monaro VXR (2005)
- Volkswagen Golf GTI V (2004)

Nota: (*) Solo disponible en la versión Black Edition del juego. Además, el jugador tiene 32 coches disponibles para el modo carrera.

## Niveles de persecución
Al ser perseguido por la policía, a medida que se cometen delitos como andar a exceso de velocidad o chocar contra la policía, la presión sobre el conductor irá en aumento, durante el tiempo que dure la persecución. Cuando la presión llega al límite del nivel, se pasa al nivel siguiente. Este puede reducirse incluso al nivel mínimo por medio de las mejoras estéticas y de apariencia que se le hagan al auto.
- Condición 1: En esta condición la patrulla ciudadana Civic Cruiser (basada en el Ford Crown Victoria) estará al mando. Son ágiles (manejo) y rápidos (aceleración), pero su velocidad máxima se retiene (dignos de ser tuners nivel 3). Son fáciles de inmovilizar y fáciles de perder, van en grupos máximo de 5 autos patrulla y los refuerzos llegan en 3 minutos.

- Condición 2: En esta condición la Patrulla Ciudadana de Incógnito entra en acción con el mismo modelo de auto que los policías de Condición 1, pero estos son de pintura totalmente negra azulada y las sirenas las tendrán dentro del auto patrulla, similares a los autos que utiliza el FBI. Esta vez no son tan fáciles de inmovilizar y alcanzaran altas velocidades. Los bloqueos aparecerán también, pero muy pocas veces. Van en grupos de máximo 10 autos patrulla y los refuerzos también tardan 3 minutos en llegar.

- Condición 3: La Patrulla Estatal estará al mando de la persecución. Son muscles nivel 2 Pontiac GTO (Modelo de 2004), muy rápidos y alcanzan altas velocidades, pero su manejo se retiene. Son un poco difíciles de inmovilizar. Los Rhinos (llamados así por sus embestidas comparables a la de los rinocerontes), que son todoterrenos también aparecerán pero solamente para chocarte por el frente, corriendo velocidades de aproximadamente 200 km/h. Los bloqueos serán más frecuentes (tanto de Patrulla Estatal como de Rhinos). Van en grupos de máximo 15 autos patrulla y los refuerzos tardan 2 minutos 30 segundos en llegar.

- Condición 4: La Patrulla Estatal de Incógnito entra en acción. Son el mismo modelo de autos que los policías de Condición 3 y de la misma forma en cuanto a pintura y sirenas que los policías de Condición 2, pero aún más rápidos y más potentes, alcanzando los 300 km/h. Aparece una nueva formación de bloqueos, esta vez con Bandas de Clavos (si el jugador pasa por encima de una, perderá sus llantas y, por lo tanto, la persecución terminará de una sola forma) y estarán acompañadas tanto de las Patrullas Estatales de Incógnito como de los Rhinos (los Rhinos son más pesados que en la Condición 3). Van en grupos de máximo 20 autos patrulla y los refuerzos también tardan 2 minutos 30 segundos en llegar, cabe destacar que a partir de esta condición aparecerá el Helicóptero de la policía para ayudar en la persecución, indicando a dónde se dirige el jugador.

- Condición 5: Si se llega a esta condición la Patrulla Federal estará al mando. Son muscles nivel 3, Police Chevrolet Corvette C6 de color blanco; son demasiado rápidos ya que estarán equipados con nitroso y supercargador. Son muy difíciles de inmovilizar y los bloqueos serán aún más frecuentes, al igual que las Bandas de Clavos. Los Rhinos aparecerán por el frente para chocarte y son aún más pesados que en las otras dos condiciones, e inclusive aparecerá el helicóptero de la policía, solo que a diferencia de la condición anterior en la cual solo permanece en el aire, en esta ocasión este puede descender y embestir el auto (solo si esta en campo abierto: un ejemplo la carretera). Muy rara vez aparecerá el sargento Cross para dirigir la persecución, el auto de Cross (Chevrolet Corvette C6) es un poco ágil y potente ya que solo va a contar con supercargador y siempre mantendrá su cierta distancia con el jugador. Van en grupos de máximo 25 autos patrulla y los refuerzos tardaran 1 minuto 30 segundos en llegar.

- Condición 6: Únicamente disponible en la persecución final y en el desafío 68 de la serie de desafíos después de 10 minutos de persecución: son la Patrulla Federal de Incógnito. El jugador será perseguido por los Chevrolet Corvette C6 de incógnito. En esta condición los autos son mucho más rápidos y también intentaran adelantar al jugador para bloquear su camino. En la persecución final, Brian usara el BMW M3 GTR E46 (que inicialmente era de él) que le ganó Razor al principio del juego, antes de escapar, la única forma de perderlos es saltar por un viejo puente, para escapar de la persecución, aparecerán bloqueos y van a ser muy seguidos, Bandas de Clavos y Rhinos más pesados que también participaran de la persecución y el helicóptero aparecerá para ayudar y también para embestir el auto, son mucho más difíciles de inmovilizar y aparecerá el sargento Cross con su Chevrolet Corvette C6 para dirigir la persecución. Van en grupos de máximo 30 autos patrulla y los refuerzos solamente tardan 45 segundos en llegar.

- Condición 7: Únicamente Disponible en el último desafío, está se encuentra en el Need For Speed: Most Wanted Black Edition. Este desafío esta desbloqueado desde el inicio del juego. Aparecen únicamente las camionetas Rhino persiguiendo al conductor, además de embestirlo como en niveles anteriores.

Al perder de vista a la policía, el jugador entrará en zona segura, donde las patrullas seguirán peinando las zonas para encontrarlo. El jugador entonces puede evadir completamente a las patrullas, finalizando la persecución, o volver a encontrarse con ellas, retomando la persecución. El tiempo de espera hasta que finalice la persecución cuando se elude a la policía es más largo según el nivel de presión, sin embargo, este se reduce al detenerse en los escondites esparcidos en la ciudad o puede finalizarse enteramente al entrar a un garaje. Por otro lado, si el jugador es arrestado, será obligado a pagar la multa correspondiente, a menos que utilice un pase de libertad de la cárcel de tener uno. Al pagar la multa, el auto recibirá una orden de imposición. Si llega a la cantidad máxima de órdenes disponibles, el coche será embargado. Si el jugador pierde su último auto y no tiene dinero para pagar la multa, el juego terminará, teniendo que empezar desde el inicio, o desde un punto de guardado previo.

## Blacklist
La Blacklist es una lista que contiene a los 15 corredores más buscados de la ciudad de Rockport, para enfrentarse a cada uno de ellos se debe superar un número determinado de carreras, unos hitos y una respectiva bolsa, las carreras pueden ser de 6 clases distintas; circuito, cabinas de peaje, radares de velocidad, eliminación, sprint y aceleración, una vez que el protagonista, Brian entra en la Blacklist se debe de vencer a los siguientes corredores y una vez vencidos este ocupara su puesto. Por cada corredor vencido, el jugador accederá a seis o siete tarjetas de recompensa de las cuales podrá escoger dos. Entre los premios se encuentran pases para salir de la cárcel, dinero en efectivo, más espacios para órdenes de imposición, mejoras exclusivas de personalización o rendimiento, o la tarjeta rosada del coche del corredor derrotado.
Entre los miembros de la Blacklist se encuentran:
- Blacklist 15

Nombre: Ho Seun.
Alias: Sonny.
Procedencia: Hillscrest.
Auto: Volkswagen Golf GTI V.
Mejor en: Circuito.
Sonny es un asiático que se ha gastado mucho dinero en su auto, el cual esta bastante tuneado hasta la última pieza, pero no hay que subestimarlo, ya que es muy rápido y hace lo que sea por obtener un cargamento de piezas antes de que estas se vendan en las tiendas. Se debe de vencerlo en 2 carreras de circuitos.
- Blacklist 14

Nombre: Vince Kilic. 
Alias: Taz. 
Procedencia: Rockridge.
Auto: Lexus IS 300.
Mejor en: Sprint.
Este demente al volante es el blanco preferido de la policía. En la Blacklist lo conocen por el alias de "Taz". Él detesta a los policías y ellos lo detestan a él. Se debe tener cuidado con este sujeto, ya que deambula por las calles buscando novatos a los cuales vencer. Se debe vencerlo en 2 carreras de sprint.
- Blacklist 13

Nombre: Víctor Vázquez.
Alias: Vic. 
Procendencia: Petesburg.
Auto: Toyota Supra.
Mejor en: Duración de persecución.
Este sujeto es el matón de Razor, lleva más tiempo en la posición 13 de la blacklist de lo que este pueda gustarle. No es capaz de enfrentarse a su compañera de la lista Izzy y nadie ha conseguido sacarlo de la posición de la que a estado. Este sujeto es muy peligroso y hará pedazos a cualquiera que se le cruce en su camino. Se debe vencerlo en 2 carreras de sprint.
- Blacklist 12

Nombre: Isabel Díaz.
Alias: Izzy.
Procedencia: North Rosewood.
Auto: Mazda RX-8.
Mejor en: Carreras por eliminación.
Izzy es una chica con la que se debe tener bastante cuidado, esta chica sabe de mecánica y gracias a eso su auto es muy rápido. Proviene de una familia de corredores y siempre corre con sus primos, tíos o amigos y le gusta ser tratada igual que a los demás. Se debe vencerla en una carrera de sprint y una carrera de circuito.
- Blacklist 11

Nombre: Lou Park. 
Alias: Big Lou. 
Procedencia: East Rosewood.
Auto: Mitsubishi Eclipse GT.
Mejor en: Cabinas de peaje.
Este coreano musculoso es el preferido de las mujeres y le gusta exhibirse mucho por las calles. Se rumora que este le tiene miedo a la policía y en ocasiones a fallado en las persecuciones y lo han arrestado muy raras veces; además también se dice que no sabe darle bien al embrague de su auto, así que su arranque debe de ser bastante lento. Se debe vencerlo en 2 carreras de circuitos.
- Blacklist 10

Nombre: Karl Smith. 
Alias: Baron. 
Procedencia: Heritage Heights.
Auto: Porsche Cayman S.
Mejor en: Infracciones.
Baron es un millonario de la costa de Rockport, él piensa que tunear los autos es solo una escusa para justificar la falta de dinero. Para él si un auto no es de marca no vale nada. Se debe vencerlo en una carrera de sprint y una carrera de aceleración.
- Blacklist 9

Nombre: Eugene James. 
Alias: Earl.
Procedencia: Gray Point.
Auto: Mitsubishi Lancer Evolution VIII.
Mejor en: Sprint.
Este hombre Afroamericano viene de los suburbios de Rockport, pero ahora le gusta correr por la costa, es un fanático de la importación y hará cualquier cosa para ganar. Se debe vencerlo en una carrera de radar de velocidad y una carrera de sprint.
- Blacklist 8

Nombre: Jade Barret. 
Alias: Jewels. 
Procedencia: North Bay.
Auto: Ford Mustang GT.
Mejor en: Aceleración.
Esta hermosa chica le encantan los autos grandes y con potencia especialmente americana. Su auto tiene bastante velocidad y máxima aceleración, así que hay que tener cuidado y no subestimarla. Se debe vencerla en una carrera de sprint y una carrera de aceleración.
- Blacklist 7

Nombre: Kira Nakasato. 
Alias: Kamikaze. 
Procedencia: Ocean Hill.
Auto: Mercedes-Benz CLK 500.
Mejor en: Costos para el estado.
Esta asiática es una demente y una manatica al volante, no le importa destruir su auto con tal de sacar a cualquiera de la carrera, pero no hay que dejar que su cara bonita nos engañe, ya que ella está decidida a aplastar cualquiera que se cruce en su camino si la dejan hacerlo. Se debe vencerla en 2 carreras de sprint.
- Blacklist 6

Nombre: Héctor Domingo.
Alias: Ming. 
Procedencia: Rockport.
Auto: Lamborghini Gallardo.
Mejor en: Radar de velocidad.
Ming se enorgullece mucho de conducir su auto que parece de serie, debido a la clase de auto que posee es bastante rápido y fulmina todos los radares de velocidad que se encuentran en la ciudad. Se les recomienda a los corredores no enfrentarse a este sujeto, hasta que uno este completamente preparado para enfrentarlo. Se debe vencerlo en una carrera de circuito y una carrera de sprint.
- Blacklist 5

Nombre: Wes Allen. 
Alias: Webster. 
Procedencia: Candem Beach.
Auto: Chevrolet Corvette C6 Z06.
Mejor en: Evadir persecución.
Este sujeto no deja de hablar de autos, refacciones, piezas de carrocerías, corredores, etc. Su auto esta bastante tuneado al máximo e incluso ha vaciado el interior de su auto para correr aún más rápido. Se debe vencerlo en 2 carreras de sprints y una carrera de radar de velocidad.
- Blacklist 4

Nombre: Joe Vega. 
Alias: JV. 
Procedencia: Dunwich Village.
Auto: Dodge Viper SRT 10. 
Mejor en: Radar de velocidad.
JV es un DJ, se la pasa todas las noches en los clubes nocturnos y de día a veces se lo ve corriendo; tiene mucha reputación y los corredores siempre tratan de imitarlo, su auto es inconfundible, está pintado de un color verde fucsia. Se debe vencerlo en 2 carreras de radar de velocidad y una carrera de aceleración.
- Blacklist 3

Nombre: Ronald McCrea. 
Alias: Ronnie. 
Procedencia: Seadside.
Auto: Aston Martin DB9.
Mejor en: Destuir autos patrulla.
Este sujeto es un viejo conocido del principio del juego, Ronnie es uno de los guardaespaldas de Razor, antes conducía un Toyota Supra amarillo, pero ahora se lo ve con un auto nuevo, que fue un "regalo de graduación" de sus padres. Este tonto es descendiente de una familia multimillonaria de la ciudad, pero se cree un rebelde sin causa, por su apellido y por la pintura de su auto es obvio que no es de por aquí, pero no hay que subestimarlo, ya que después de su derrota contra Brian la primera vez que se enfrentaron, aprendió nuevas maniobras de manejo en las calles. Se debe vencerlo en 2 carreras de circuitos y una carrera de sprint.
- Blacklist 2

Nombre: Toru Satō. 
Alias: Bull. 
Procedencia: Cascade Park.
Auto: Mercedes-Benz SLR McLaren.
Mejor en: Sprint.
Este asiático también es un viejo conocido del principio del juego el cual Brian venció con su BMW M3 GTR E46, la primera vez que se enfrentaron, es el segundo guardaespaldas de Razor y si no fuera por él, Toru seguiría soñando con entrar en la Blacklist. Él cree que tiene un "Don oculto", llamado psicología inversa; a Toru le encanta exhibir su auto por las calles de la ciudad y lo único de tuning que tiene son las refacciones que le hizo. Se debe vencerlo en una carrera de circuito y 2 carreras de sprint.
- Blacklist 1

Nombre: Clarence Callahan. 
Alias: Razor. 
Procedencia: Beacon Point.
Auto: BMW M3 GTR E46. 
Mejor en: Todo.
Razor también es un viejo conocido del principio del juego, antes conducía un Ford Mustang GT negro con pegatinas de flamas y sus iniciales en ellas, pero este sujeto junto con Ronnie y Bull habían saboteado el BMW M3 GTR E46 de Brian en el primer encuentro que ambos tuvieron la primera vez y gracias a eso este pierde su BMW M3 GTR E46 contra él. Durante el tiempo que el protagonista estuvo encerrado en prisión, Razor utilizó el BMW M3 GTR E46 de Brian para llegar rápidamente a la primera posición de la Blacklist y corre libremente por todas las calles de la ciudad como si le pertenecieran, se debe tener cuidado con Razor, ya que este hará cualquier cosa con tal de mantenerse en la primera posición de la Blacklist. Se debe vencerlo en una carrera de circuito, una carrera de aceleración, una carrera de radar de velocidad y 2 carreras de sprints.

## Serie Desafío
Este modo, se utilizan diferentes autos para completar 69 retos, de los cuales pueden ser policíacos o de peaje. Hay algunos desafíos donde se corre como policía, en representación del cuerpo de policía de Rockport.
Al completar esta serie se tendrá acceso a nuevos autos o bonificaciones. Además, si se introduce en la página de inicio "burgerking" se desbloqueara el desafío 69, en el que con el BMW M3 GTR E46 se hace una carrera. Si se gana este reto, se obtiene la opción chatarrero. Esta opción aumenta la potencia de los vehículos personalizados, haciendo que sea más fácil alcanzar la velocidad máxima. También al iniciar el juego si se introduce la clave "castrol" se desbloqueará un auto Ford GT color negro para utilizar en el modo carrera rápida.
El último desafío consiste en una persecución en Condicion 7. Te perseguirán todoterrenos mucho más pesados y agresivos equipados con nitroso y un supercargador muy potente.

## Banda sonora
La banda sonora (licenciado por la subdivisión "EA Trax") usado en esta ocasión tuvo como selección temas de Rock, Heavy Metal, Hip-Hop y Electrónica siendo usados para las carreras y el modo de circulación libre.
Para las persecuciones, se usa música interactiva creada por Paul Linford, retomando las canciones interactivas (el primer juego de la saga en usarlo fue Need for Speed III: Hot Pursuit) ajustándose al momento de la persecución (inicio de la persecución, tensión, escape, a punto de ser arrestado, arresto, etc.).
| N.º | Título                                        | Artist                                      | Duración |  |
| 1.  | «Nine Thou (Superstars Remix)»                | Styles of Beyond Ft. Dwayne                 | 3:49     |  |
| 2.  | «Do Ya Thang»                                 | T.I. Presents the P$C (Feat. Young Dro)     | 4:05     |  |
| 3.  | «I am Rock»                                   | Rock                                        | 3:23     |  |
| 4.  | «In A Hood Near You»                          | Suni Clay                                   | 3:59     |  |
| 5.  | «Let's Move»                                  | The Perceptionists                          | 2:55     |  |
| 6.  | «Sets Go Up "(Only in Black Edition)»         | Juvenile (Feat. Wacko)                      | 3:37     |  |
| 7.  | «Fired Up»                                    | Hush                                        | 3:18     |  |
| 8.  | «The B-Side Wins Again»                       | DJ Spooky and Dave Lombardo (Feat. Chuck D) | 4:31     |  |
| 9.  | «Shapeshifter»                                | Celldweller (Feat. Styles of Beyond)        | 3:17     |  |
| 10. | «Tilted»                                      | Lupe Fiasco                                 | 3:25     |  |
| 11. | «Feed The Addiction»                          | Ils                                         | 3:54     |  |
| 12. | «One Good Reason»                             | Celldweller                                 | 3:24     |  |
| 13. | «We Control»                                  | Hyper                                       | 2:54     |  |
| 14. | «Skinnyman»                                   | Static-X                                    | 3:23     |  |
| 15. | «Barrier Break»                               | Dieselboy + Kaos                            | 6:27     |  |
| 16. | «Decadence»                                   | Disturbed                                   | 3:18     |  |
| 17. | «You'll Be Under My Wheels»                   | The Prodigy                                 | 3:53     |  |
| 18. | «Tao Of The Machine (Scott Humphrey's Remix)» | The Roots and BT                            | 3:06     |  |
| 19. | «You Must Follow (Evol Intent VIP)»           | Stratus                                     | 3:55     |  |
| 20. | «Blood And Thunder»                           | Mastodon (Feat. Neil Fallon)                | 3:41     |  |
| 21. | «Broken Sword»                                | Evol Intent, Mayhem & Thinktank             | 5:59     |  |
| 22. | «Hand of Blood»                               | Bullet for My Valentine                     | 3:17     |  |
| 23. | «The Mann»                                    | Paul Linford and Chris Vrenna               | 3:28     |  |
| 24. | «Blinded in Chains»                           | Avenged Sevenfold                           | 5:55     |  |
| 25. | «Feels Just Like It Should (Timo Maas Remix)» | Jamiroquai                                  | 3:00     |  |
| 26. | «Most Wanted Mash Up»                         | Paul Linford and Chris Vrenna               | 3:34     |  |

## Diferencias enframerate
Las versiones de Xbox 360 y PC corren a 30 fps y presentan un framerate inferior al de las otras versiones del juego. Esto provoca continuos tirones en los escenarios y le quita realismo a la experiencia. La versión Black Edition del juego, además de lucir un acabado gráfico igual de óptimo, funciona en todo momento a 60 fps. La versión regular de PC puede correr a 60 fps y más si el equipo es potente. Existe una función llamada "Vsync", que limita los fps a la frecuencia de actualización de la pantalla.

## Desarrollo y lanzamiento
Need for Speed: Most Wanted Black Edition, una edición de coleccionista de Most Wanted, se lanzó en celebración del' décimo aniversario de la serie Need for Speed y junto con el lanzamiento de Most Wanted. La Black Edition incluye carreras adicionales, coches de bonificación y otro contenido adicional. La Black Edition también viene con un DVD de características especiales que contiene entrevistas y videos sobre el juego. La Black Edition se lanzó para Microsoft Windows, PlayStation 2 y Xbox en los Estados Unidos y Australia; sólo la versión PlayStation 2 de Black Edition se lanzó adicionalmente para Europa.
Las cinemáticas del juego son videos de acción en vivo filmados con actores reales y escenarios, y los efectos CGI se agregan a los exteriores y entornos de los autos para darle un toque visual adicional. Los videos se presentan en un estilo significativamente diferente al de la serie Underground, y esta presentación de cinemáticas se usa nuevamente en Carbon y Undercover.
La representación gráfica entre todas las versiones no es la misma, especialmente en las versiones portátiles. La versión de Microsoft Windows varía según el hardware y puede verse mejor en comparación con las versiones de consola. El hardware recomendado o superior tiene una velocidad de fotogramas similar a la versión Xbox 360. El juego hace un uso intensivo de los efectos HDRR y desenfoque de movimiento para dar una sensación más realista.
Need for Speed: Most Wanted 5-1-0 es un spin-off para PlayStation Portable de Most Wanted, lanzado el mismo día que su contraparte de consola y computadora personal. Similar a Most Wanted, Most Wanted 5-1-0 presenta una lista negra similar 15 y un modo Carrera, con la adición de "Tuner Takedown", un modo "Be the Cop" que no aparece en Most Wanted. Most Wanted 5-1-0 carece de muchos elementos de sus contrapartes de consola y PC, como escenas de corte, una historia y un modo de itinerancia libre, y contiene diferencias menores (incluida la inclusión del nombre real de un corredor de la lista negra en lugar de su apodo). El título del juego se basa en los números 5-1-0, que es el código policial para las carreras callejeras.
La música que aparece en el juego es en su mayoría música con licencia de EA Trax. Es una variedad de géneros musicales que van desde rap, hip-hop y rock, cantados por artistas como The Prodigy, Styles of Beyond, Disturbed, Avenged Sevenfold y Hush.
EA dejó de dar soporte a la versión de Windows del juego muy temprano en su ciclo de vida. El último parche para la versión de Windows (1.3) se lanzó el 6 de diciembre de 2005.

## Recepción
Need for Speed: Most Wanted recibió críticas positivas. GameSpot elogió el juego por sus "gráficos nítidos" y "efectos de sonido excepcionales", pero señaló que la IA es "demasiado fácil al principio, pero demasiado difícil más adelante". IGN elogió el diseño del mapa, describiéndolo como "un paisaje de estructuras industriales en tono sepia cromado locamente", el modelado de los coches, diciendo "los modelos de los coches también tienen un aspecto especialmente elegante", la línea de coches y el regreso de los exóticos. Se elogió particularmente al sistema policial, diciendo que "los policías nunca son tan inteligentes, pero crecen continuamente en agresividad y números" y "agregan ese componente muy necesario de desafío, molestia y calor que hace que este juego sea tan divertido". Los elogios incluso fueron para las escenas cinemáticas y su elenco, que generalmente es víctima de la crítica, diciendo que "esta mezcla de personajes animados de FMV de gran colorido y fondos estilizados es a la vez imaginativa y refrescante".
Need for Speed: Most Wanted fue un éxito comercial; vendió 16 millones de copias en todo el mundo y 3,9 millones en Estados Unidos, lo que lo convierte en el título más vendido de la serie. La versión de PlayStation 2 de Most Wanted recibió un premio de venta de "Doble Platino" de la Entertainment and Leisure Software Publishers Association (ELSPA), indicando ventas de al menos 600,000 copias en el Reino Unido.

### Legado
El BMW M3 GTR con el vinilo azul y plateado que aparece en el juego se convirtió en un objeto de culto en internet. Al buscarlo en línea, la mayoría de los resultados están relacionados con el videojuego. Debido a su estatus icónico, los fans han recreado la decoración en la vida real en varios automóviles, incluyendo BMWs. 

Para el 30.º aniversario de la serie Need for Speed y el casi 20.º aniversario de Most Wanted, BMW editó una edición especial de un M3 GTR original basada en el diseño del videojuego como homenaje. Este coche se exhibió brevemente en el museo BMW Welt en Múnich de diciembre de 2024 a enero de 2025. El actor Derek Hamilton, que interpretó a Clarence "Razor" Callahan en el videojuego, también visitó el museo.